# Lord Don't Slow Me Down
«Lord Don't Slow Me Down» es una canción de la banda de rock inglesa Oasis escrita y cantada por su guitarrista principal Noel Gallagher. La canción se dio a conocer con descarga digital el 21 de octubre de 2007 en la promoción del documental de Oasis homónimo. El 29 de octubre, la canción debutó en el número diez en el UK Singles Chart y en la siguiente semana cayó hasta el puesto 21. Esto la convierte en el primer sencillo de Oasis que no llega al puesto 4 desde Cigarettes & Alcohol.
La canción fue grabada durante las sesiones del disco Don't Believe the Truth, Noel declaró: "fue una de las mejores cosas que hice, es una combinación de The Who, The Yardbirds y The Jeff Beck Group. Hasta tiene dos solos de batería". La canción se filtró completa en internet pocos días antes de la publicación del video por parte de la banda en YouTube. Estaba planificada la inclusión tema en el disco Don't Believe the Truth, pero fue removida a último momento por parte de Noel debido a que la lista de temas del disco era muy larga. En mayo de 2008 se filtró una versión inédita de la canción con Liam en voz principal.

## Recepción general
La canción fue muy bien recibida por parte de la crítica y los fanáticos."¿Sabes hay un DVD que sale en Navidad ... algo predecible. El título de la pista era tan brillante que las competencia dirá 'solo ponlo'". Debutó muy bien en el UK Singles Chart colocándose en la posición número 10 en la primera semana para caer luego en la segunda hasta el número 23. esto se debió principalmente a la poca publicidad que tuvo, su forma de adquisición (no hubo lanzamiento físico del sencillo).

## Lista de canciones
Descarga digital (RKID39TP)

| N.º   | Título                                                                   | Duración |  |
| 1.    | «Lord Don't Slow Me Down»                                                | 3:18     |  |
| 2.    | «The Meaning of Soul» (Live At City of Manchester Stadium July '05)      | 2:32     |  |
| 3.    | «Don't Look Back in Anger» (Live At City of Manchester Stadium July '05) | 5:39     |  |
| 11:29 |                                                                          |          |  |

Vinilo promocional de 12" (RKID39TP), CD promocional Europa (none)

| N.º  | Título                    | Duración |  |
| 1.   | «Lord Don't Slow Me Down» | 3:18     |  |
| 3:18 |                           |          |  |

CD promocional Reino Unido (RKISCD39P)

| N.º  | Título                                    | Duración |  |
| 1.   | «Lord Don't Slow Me Down» (Radio Version) | 3:16     |  |
| 3:16 |                                           |          |  |